# Swainsons frankolijn
Swainsons frankolijn (Pternistis swainsonii; synoniem: Francolinus swainsonii) is een vogel uit de familie fazantachtigen (Phasianidae). De wetenschappelijke naam van de soort is voor het eerst geldig gepubliceerd in 1836 door Smith. De vogel is genoemd naar de Britse ornitholoog William Swainson.

## Voorkomen
Swainsons frankolijn wordt beschouwd als een monotypische soort die voorkomt in het midden-zuiden en het zuidoosten van Afrika.

## Beschermingsstatus
Op de Rode Lijst van de IUCN heeft de soort de status niet bedreigd.